# David Vogt (Musikproduzent)
David Vogt, manchmal auch David Voigt, ist ein deutscher Musikproduzent und Songwriter. Er ist Mitglied im Berliner Produzententeam Beatgees, das Songs für viele Künstler schreibt.

## Leben
Vogt stammt aus Müllheim, wo er eine Waldorfschule besuchte. Mit 14 Jahren fing er an, Songs zu schreiben. Nach dem Abitur begann er mit dem professionellen Songwriting, unter anderem für Culcha Candela (Schöne neue Welt), Tim Bendzko (Wenn Worte meine Sprache wären), Daniel Schuhmacher, Alice Merton und Johannes Oerding (Kreise). Bei Oerding programmierte er auch das Schlagzeug. Auch war er musikalisch für Rhys Chatham tätig.
2019 erhielt er mit den anderen Beatgees-Mitgliedern den Deutschen Musikautorenpreis für das „erfolgreichste Werk 2018“, Je ne parle pas français von Namika.